# モントリクー
モントリクー （Montricoux）は、フランス、オクシタニー地域圏、タルヌ＝エ＝ガロンヌ県のコミューン。

## 地理
コミューンは、ネグルペリスとブリュニケルの中間、アヴェロン川沿いにある。

## 人口統計
| 1962年 | 1968年 | 1975年 | 1982年 | 1990年 | 1999年 | 2005年 | 2014年 |
| ------ | ------ | ------ | ------ | ------ | ------ | ------ | ------ |
| 784    | 801    | 726    | 754    | 909    | 970    | 1024   | 1149   |

参照元:1962年から1999年までは複数コミューンに住所登録をする者の重複分を除いたもの。それ以降は当該コミューンの人口統計によるもの。1999年までEHESS/Cassini、2006年以降INSEE。

## 史跡

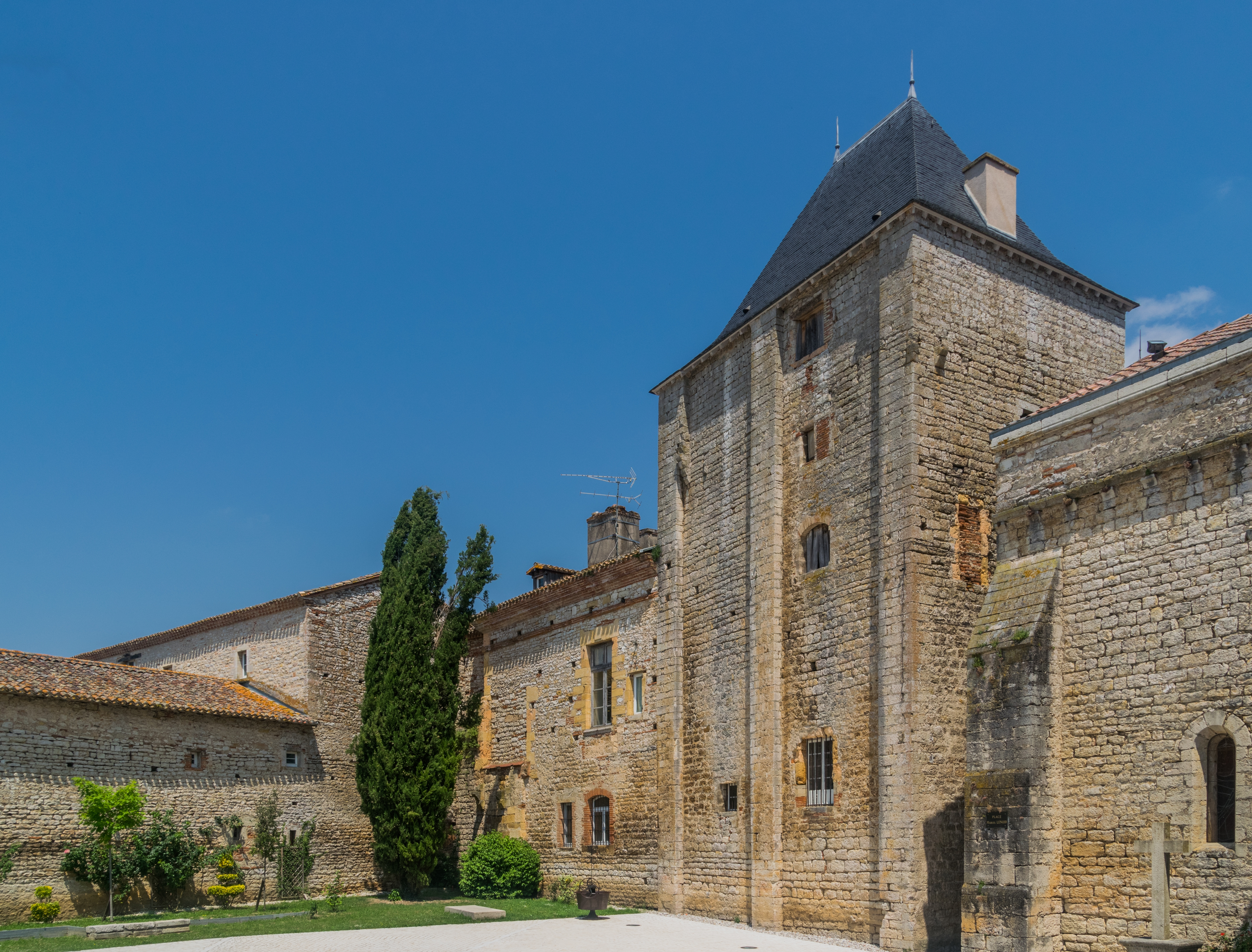
モントリクーのシャトー
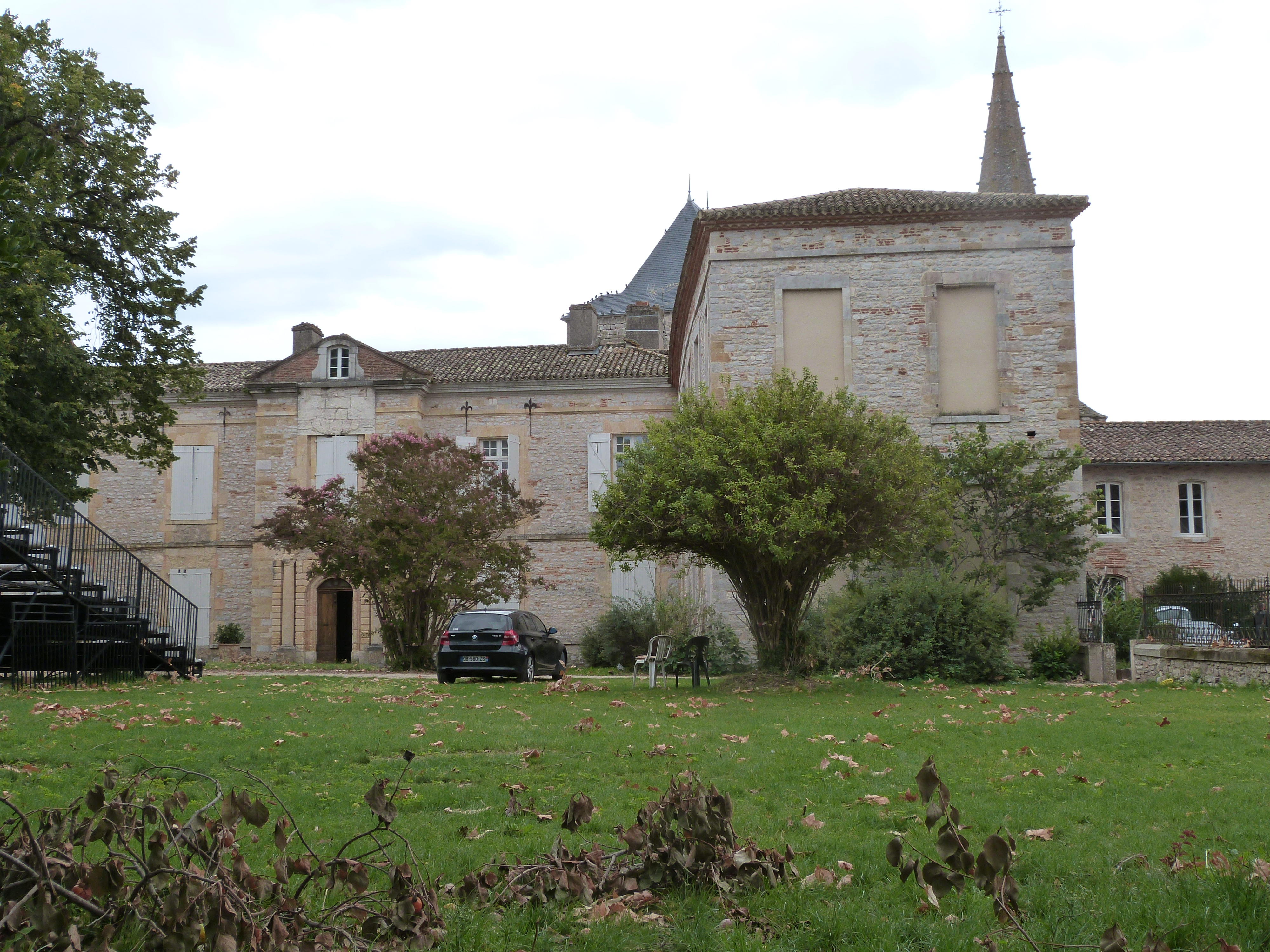
シャトー
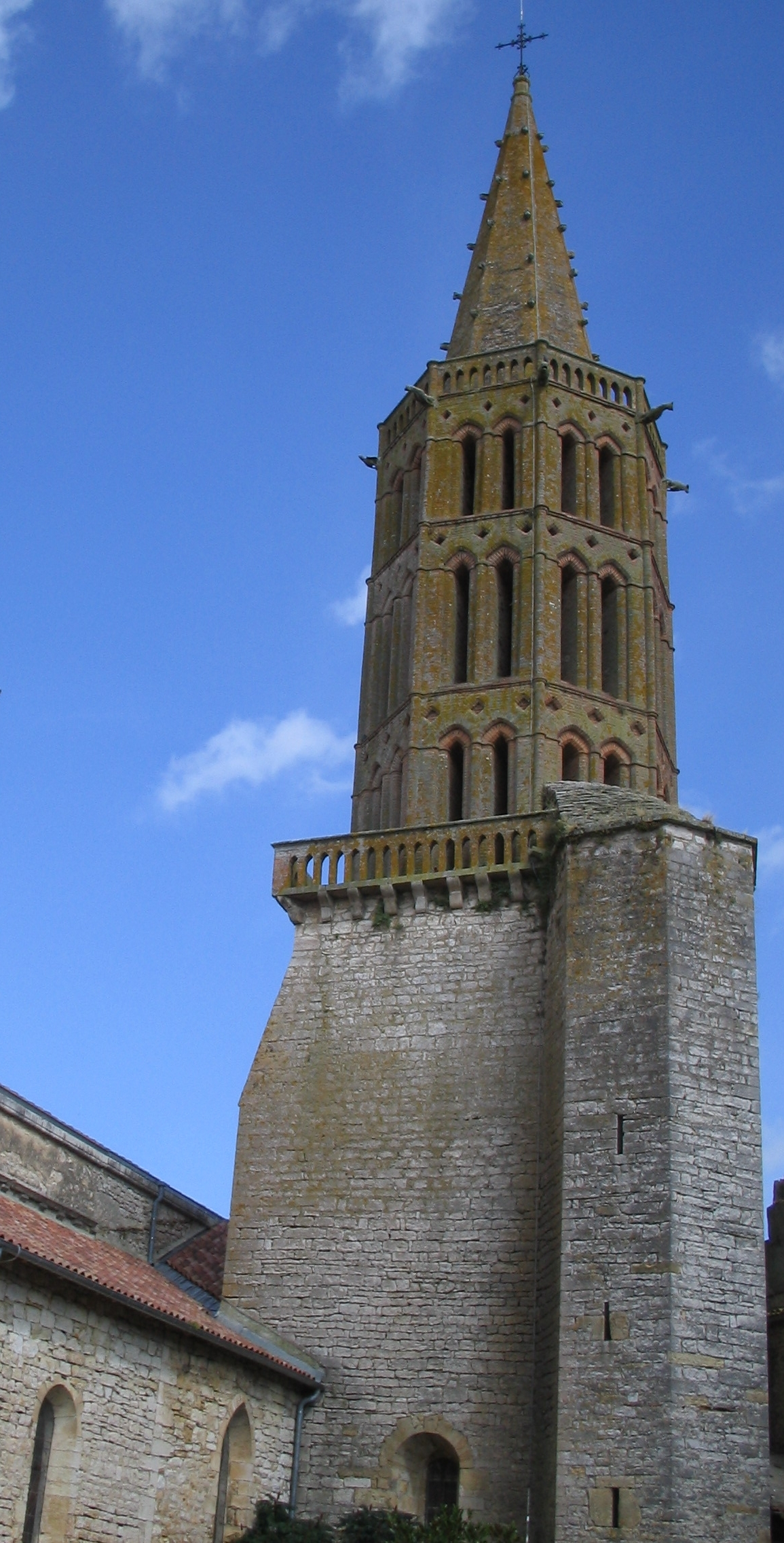
教会の鐘楼
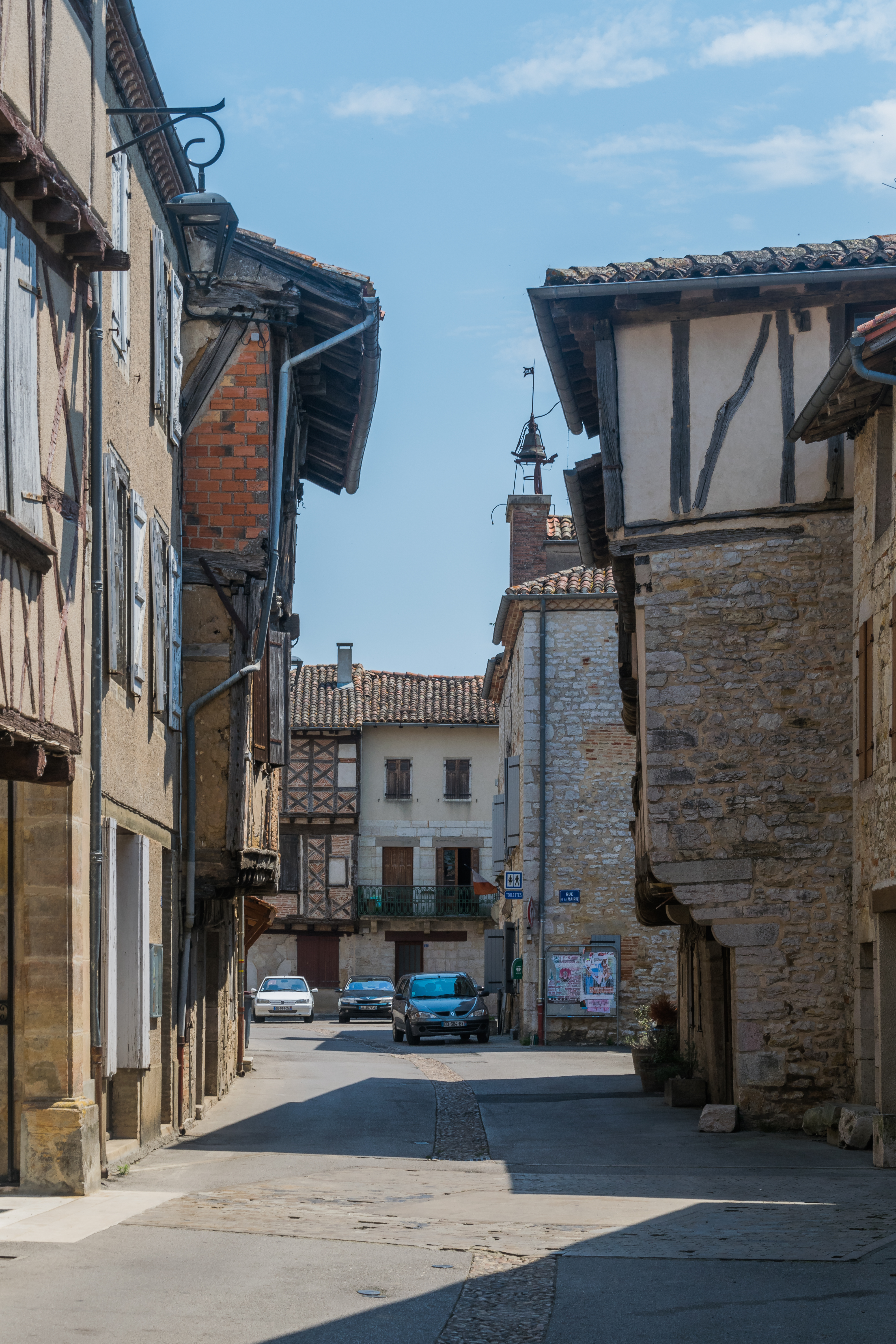
通り

- サン・ピエール教会
- モントリクーのシャトー - 12世紀に建てられた際は、テンプル騎士団のコマンドリーであった。現在はコミューン出身の画家、マルセル・ルノワールの美術館となっている。